# Andere Vertretungsorgane
Die anderen Vertretungsorgane (alternative Vertretungsorgane, AVOs) sind Gremien abseits des Betriebsverfassungsgesetzes, die als Konkurrenz, Alternative oder Gegenmodell zu gesetzlich vorgesehenen und geschützten Betriebsräten dienen.
Alternative Vertretungsorgane zählen zu den Erscheinungsformen des Union Busting. Das Handelsblatt sieht 2024 einen Trend.
AVOs werden vom Management oder management-nahen Beschäftigten initiiert. Alternative Vertretungsorgane sollen Betriebsratsgründungen vorbeugen, verhindern oder eine erfolgreiche Betriebsratsverhinderung oder -zerschlagung dauerhaft absichern.
Andere Vertretungsorgane haben keine gesetzlichen Rechte, sondern sind auf Konsens und letztlich das Wohlwollen der Unternehmensleitung angewiesen, die häufig die Zusammensetzung der AVO bestimmt. Das Bundesarbeitsministerium hält andere Vertretungsorgane für keine geeignete alternative zu Betriebsräten. Wenn damit die Gründung von Betriebsräten behindert würde, wären andere Vertretungsorgane sogar strafrechtlich relevant.
Für die Einrichtung, Installation und Durchsetzung von AVOs bedienen sich Unternehmen spezialisierter Arbeitsrechts- und Wirtschaftskanzleien sowie PR-Agenturen.

## Fälle
Der Fußballverein Hertha BSC vereitelte eine anstehende Betriebsratsgründung mit Hilfe der Kanzlei Heuking.
Im März 2024 deckten die Aktion gegen Arbeitsunrecht und Correctiv eine Betriebsratsverhinderung mit Hilfe eines AVOs am Hasso-Plattner-Institut auf. Konfrontiert mit den Vorgängen und einem Schreiben der Geschäftsführung an die Belegschaft bewertete ein Sprecher des DGB Rechtsschutzes dies als „klar im strafbaren Rahmen des §119 BetrVG“ und „glasklar rechtswidrig“. Im August 2024 nahm die Staatsanwaltschaft Ermittlungen wegen Betriebsratsverhinderung auf.
Im Januar 2016 wurde im Spielesoftwareunternehmen Goodgame Studios mit Hilfe eines „Retention Working Group“ genannten AVOs eine anstehende Betriebsratsgründung vereitelt.
Flink führte eine AVO namens „Ops Committee“ ein. Die Mitglieder dieses Gremiums werden von Führungskräften ernannt. Als Mitarbeiter in Berlin im Jahr 2022 einen Betriebsrat gründen wollten, ging Flink gegen den Wahlvorstand gerichtlich vor und es kam zu mehreren Kündigungen und Abmahnungen.

## Forschung
Bereits 2006 veröffentlichten die Sozialwissenschaftler Hauser-Ditz und Pries eine Studie zu AVOs. Im Jahr 2010 folgte die Hans-Böckler-Stiftung mit einer Untersuchung von Herwig.